# Saint-Projet (Lot)
Saint-Projet ist eine französische Gemeinde mit 354 Einwohnern (Stand 1. Januar 2022) im Département Lot in der Region Okzitanien. Sie gehört zum Arrondissement Gourdon und zum gleichnamigen Kanton. 
Nachbargemeinden sind Reilhaguet im Norden, Calès im Nordosten, Carlucet im Osten, Ginouillac im Südosten, Soucirac im Süden und Le Vigan-en-Quercy im Westen.
Hier entspringt das Flüsschen Bléou.

## Bevölkerungsentwicklung
| Jahr      | 1962 | 1968 | 1975 | 1982 | 1990 | 1999 | 2008 | 2018 |
| --------- | ---- | ---- | ---- | ---- | ---- | ---- | ---- | ---- |
| Einwohner | 319  | 323  | 305  | 302  | 316  | 354  | 399  | 338  |